# Pinega (by)
Pinega (russisk: Пинега) er en by i Arkhangelsk oblast i Rusland med 3.786(2012) indbyggere.

## Historie
Pinega blev først nævnt i 1137 i en statut for Novgorodfyrsten Svjatoslav Olgovitj som Pinega pogost (skattedistrikt). Størstedelen af befolkningen var i det 16. århundrede frie bønder, såkaldte "sorte bønder" (Черносошные крестьяне), som betalte deres skat ikke til en lokal fyrste men direkte til den russiske stat.
Tidlig i det 17. århundrede eksisterede i pogosten var på det område af bebyggelsen Pineschski Volok (Пинежский Волок). Denne var siden år 1616 en del af Kewrolski ujesd. Med den administrative reform under Katarina den Store i 1780 blev ujesden opløst, og området blev en del af det nystiftede Vologda statholderskab. Den nystiftede Pineschski ujesd med Pinega som administrationscenter afløste Kewrolski ujesd. Som led i denne administrative reform fik pogosten Pineschski Volok stadsrettigheder og det nuværende navn Pinega. I 1796 blev byen en del af Arkhangelsk guvernement.
Befolkningen i Pinega forblev stort set beskæftiget ved landbruget i det 19. århundrede, især husdyrbrug, fiskeri og jagt spillede en rolle. Ved opførelsen af de første savværker i provinsen Arkhangelsk og den stigende efterspørgsel efter træ blev træindustrien etableret i regionen. Transporten af træet fandt sted her nedstrøms Pinega med flåder.
Allerede i begyndelsen af det 18. århundrede var Pinega en lokalitet for folk sendt eksil. Således tilbragte Vasilij Golitsyn, tsarina Sofia Alexeyevnas elsker sine sidste år her. I slutningen af det 19. århundrede var blandt andet forfatteren Alexander Serafimovich og i det tidlige 20. århundrede Kliment Vorosjilov og Aleksej Rykov forvist til Pinega for deres revolutionære aktiviteter.
I tiden under den russiske borgerkrig i 1918 blev Pinega besat af den støtteekspedition af britiske, franske og amerikanske tropper, som for en kort tid blev sendt til den nordlige del af det russiske område som en indblanding i borgerkrigen.
I 1925 mistede Pinega byen sine stadsrettigheder og havde efterfølgende status af en selo. Med opløsningen af Pineschski Ujesd i 1927 blev Pinega først del af Arkhangelsk Ujesd og 1929, som centrum for den nyoprettede Pinega Rajon, en del af den nordlige kraj. I 1937 blev rajonen indlemmet i den nyoprettede Arkhangelsk oblast. Ved en ny administrativ reform i 1959 blev Karpogory Rajon forenet med Pinega Rajon, idet Karporogy selo blev det administrative centrum for rajonen.  Fra 1960 til 1993 havde Pinega status som en bymæssig bosættelse.
Siden 1997 Pinega centrum af selskoje posselenije Pineschskoje.

## Befolkningsudvikling
| År   | Indbyggere |
| ---- | ---------- |
| 1861 | 596        |
| 1897 | 992        |
| 1900 | 1.015      |
| 1970 | 3.592      |
| 1979 | 4.262      |
| 1989 | 4.401      |
| 2002 | 3.763      |
| 2010 | 3.225      |